# Banlieuz'Art
Banlieuz'Art (abrégé BLZ) est un groupe guinéen de hip-hop, originaire de Conakry.

## Histoire
Banlieuz'Art est formé en 2004, et composé de deux membres : Konko Malela (Marcus) de son vrai nom Abdoul Aziz Bangoura et Soul Dag'One (King Salamon) Souleymane Sow de son vrai nom,. Le groupe est remarqué en 2009 lors de sa participation au projet Urban Afreeka avec la chanson Police. Alors qu'Urban Afreeka cherchait à dénicher des talents faisant la promotion de la musique urbaine en Guinée, BLZ est retenu pour sa qualité de composition, bénéficiant ainsi d'un suivi qui leur permet de réaliser leur premier album.
Deux spectacles consécutifs sont organisés à Conakry, le 14 février 2010 au Palais du Peuple. Koun Faya Koun est une phrase du Coran qui résume la création de l'univers par Allah (Qu'il soit, et il fut).
En soutien au Sily National de Guinée lors de la Coupe d'Afrique des Nations devant se tenir du 17 janvier au 8 février 2015 en Guinée Equatoriale, le groupe Degg J Force 3 en featuring avec Banlieuz'Art lance un single Gbin Gbin Soo.

## Influences
Se voulant être la voix des sans-voix, Marcus et King Salamon se constituent un style musical mélangeant afro-reggae, afro-folk, dancehall, afro-rap[réf. nécessaire]. Leurs chansons, aux textes conscients, engagés et revendicatifs[réf. nécessaire]refnec, sont interprétées en malinké, soussou, peul, wolof, français ou anglais.

## Projets
Le 29 juillet 2014, à l'occasion d'un concert sur la plage de Rogbané, à Conakry (Guinée), les groupes Banlieuz'Art et Instinct Killers célèbrent la fin du Ramadan lorsqu'une bousculade importante éclate. Le bilan fait état de 33 morts, dont 11 mineurs, et une soixantaine de blessés. Suivant cette catastrophe une semaine de deuil national est décrétée par le président de la République Alpha Condé.
Le 24 octobre 2014, cinq artistes du collectif Africa Stop Ebola (single) se rendent dans les locaux de Médecins sans frontières pour initier un partenariat avec l'ONG. Tiken Jah Fakoly, Kandia Kora (compositeur de la chanson), Mory Kanté, Mokobé et Barbara Kanam ont expliqué devant les journalistes les motivations de leur implication, et que leurs profits étaient reversés à Médecins Sans Frontières[réf. souhaitée]. Auparavant, le 5 octobre 2014, le single Africa Stop Ebola paraît, à l'initiative d'un collectif de musiciens africains venus de 5 pays d'Afrique : Tiken Jah Fakoly, Amadou et Mariam, Salif Keïta, Oumou Sangaré, Barbara Kanam, Mory Kanté, Kandia Kora, Sia Tolno, Konko Malela et Marcus (de Banlieuz'Art), Carlos Chirinos et les rappeurs Didier Awadi et Mokobé[réf. souhaitée].
Ces initiatives ont pour but de contribuer aux campagnes d'information, de prévention et visent également à récolter des fonds pour Médecins sans frontières, en utilisant l'argent collectés par les ventes du single enregistré collectivement[réf. souhaitée].

## Discographie

### Singles
- 2015 : Degg J Force 3 et Banlieuz'Art - Gbin Gbin Soo.
- 2015 : Admiral T, Degg J Force 3 et Banlieuz'Art - Put Your Hands Up (mars 2015, Meurs Libre Prod[6])
- Serge Beynaud et Banlieuz'Art - Téri Ya
- Eddy Kenzo et Banlieuz'Art - Kon kon[7]
- Viviane Chidid et Banlieuz'Art - Lon Kelen

## Distinctions
- 2009 : K7 d'or en tant que « meilleur groupe espoir de l'année »[8] ;
- 2013 : Djembé d'or du « meilleur album de la musique urbaine » pour leur opus Koun Faya Koun[9].